# Leitoscoloplos mackiei
Leitoscoloplos mackiei är en ringmaskart som beskrevs av Eibye-Jacobsen 2002. Leitoscoloplos mackiei ingår i släktet Leitoscoloplos och familjen Orbiniidae. Inga underarter finns listade i Catalogue of Life.